# Paleogen
| Període                                       | Època    | Estatge      | Edat (Ma)    | Edat (Ma)    |
| --------------------------------------------- | -------- | ------------ | ------------ | ------------ |
| Neogen                                        | Miocè    | Aquitanià    | (més recent) | (més recent) |
| Paleogen                                      | Oligocè  | Catià        | 27,82        | 27,82        |
| Paleogen                                      | Oligocè  | Rupelià      | 33,9         | 33,9         |
| Paleogen                                      | Eocè     | Priabonià    | 37,2         | 37,2         |
| Paleogen                                      | Eocè     | Bartonià     | 40,4         | 40,4         |
| Paleogen                                      | Eocè     | Lutecià      | 48,6         | 48,6         |
| Paleogen                                      | Eocè     | Ipresià      | 55,8         | 55,8         |
| Paleogen                                      | Paleocè  | Thanetià     | 58,7         | 58,7         |
| Paleogen                                      | Paleocè  | Selandià     | 61,6         | 61,6         |
| Paleogen                                      | Paleocè  | Danià        | 66,0         | 66,0         |
| Cretaci                                       | Superior | Maastrichtià | (més antic)  | (més antic)  |
| Comissió Internacional d'Estratigrafia (2023) |          |              |              |              |

El Paleogen és un període geològic que començà fa 65 milions d'anys i acabà fa 23 milions d'anys.
D'una durada de 42 milions d'anys, aquest període és notable perquè fou el temps en què els mamífers evolucionaren de petites formes simples en animals molt diversos després de l'extinció massiva que acabà l'anterior període Cretaci. Alguns d'aquests mamífers evolucionarien en grans espècimens que dominarien la terra, mentre que altres esdevindrien capaços de viure en medis especialitzats marins, terrestres i fins i tot aeris. Les aus també evolucionaren considerablement durant aquest període, convertint-se en les formes més o menys modernes. La majoria de les altres branques de la vida a la terra romangueren comparativament estables en comparació amb els ocells i mamífers durant aquest període. Tingueren lloc alguns moviments de plaques tectòniques. El clima es refredà lleugerament durant el Paleogen i els mars interiors desaparegueren de Nord-amèrica al principi del període.
El Paleogen conté els períodes Paleocè, Eocè i Oligocè. El Paleogen segueix el Cretaci i precedeix el Miocè, que forma part del Neogen.